# Horace Everett Hooper
Horace Everett Hooper (6 de diciembre de 1859 — 13 de junio de 1922) fue editor de la Encyclopædia Britannica desde 1897 hasta su muerte.